# Amarna
Tell el-Amarna, häufig einfach als Amarna bezeichnet, ist eine bedeutende archäologische Fundstätte in Mittelägypten. Sie beherbergt die Überreste von Achet-Aton („Horizont des Aton“), einer kurzlebigen Hauptstadt des Alten Ägypten, die um 1350 v. Chr. von Pharao Echnaton gegründet wurde. Die Stadt spielte eine zentrale Rolle in Echnatons revolutionären religiösen Reformen, die den Sonnengott Aton in den Mittelpunkt stellten.
Achet-Aton existierte nur wenige Jahre als Hauptstadt, hinterließ aber ein reiches archäologisches Erbe, das einzigartige Einblicke in eine entscheidende Periode der ägyptischen Geschichte bietet. Die Fundstätte ist namengebend für die Amarna-Zeit, einen bedeutenden Abschnitt der späten 18. Dynastie.
Die Ruinen von Achet-Aton liegen am östlichen Ufer des Nils, etwa 312 Kilometer südlich von Kairo, in der heutigen Provinz al-Minya. Das Gebiet gehörte im Alten Ägypten zum 15. oberägyptischen Gau, der auch als „Hasengau“ bekannt war.
Tell el-Amarna ist nicht nur für seine gut erhaltenen Stadtüberreste bekannt, sondern auch für die Amarna-Briefe, ein bedeutendes Archiv diplomatischer Korrespondenz, sowie für die revolutionäre Amarnakunst, die einen deutlichen Bruch mit früheren ägyptischen Kunsttraditionen darstellt.

## Etymologie
Der Begriff Tell el-Amarna wurde von europäischen Reisenden im 19. Jahrhundert geprägt. Er setzt sich aus dem Namen der modernen Siedlung „et-Till“ und entweder der Bezeichnung „Beni Amran“ (früherer arabischer Volksstamm) oder „al-Amaria“, einem weiteren Dorf in der Umgebung, zusammen. Dagegen hat der Begriff nichts mit Tell, der arabischen Bezeichnung für einen Siedlungshügel, zu tun, da es in dieser Gegend keinen solchen Hügel gibt.
Der antike Name des Ortes lautete Achet-Aton („Horizont des Aton“), wobei die eigentliche Stadt wahrscheinlich den Namen des Haupttempels Per-Aton („Haus des Aton“) trug.

## Gründung von Achet-Aton

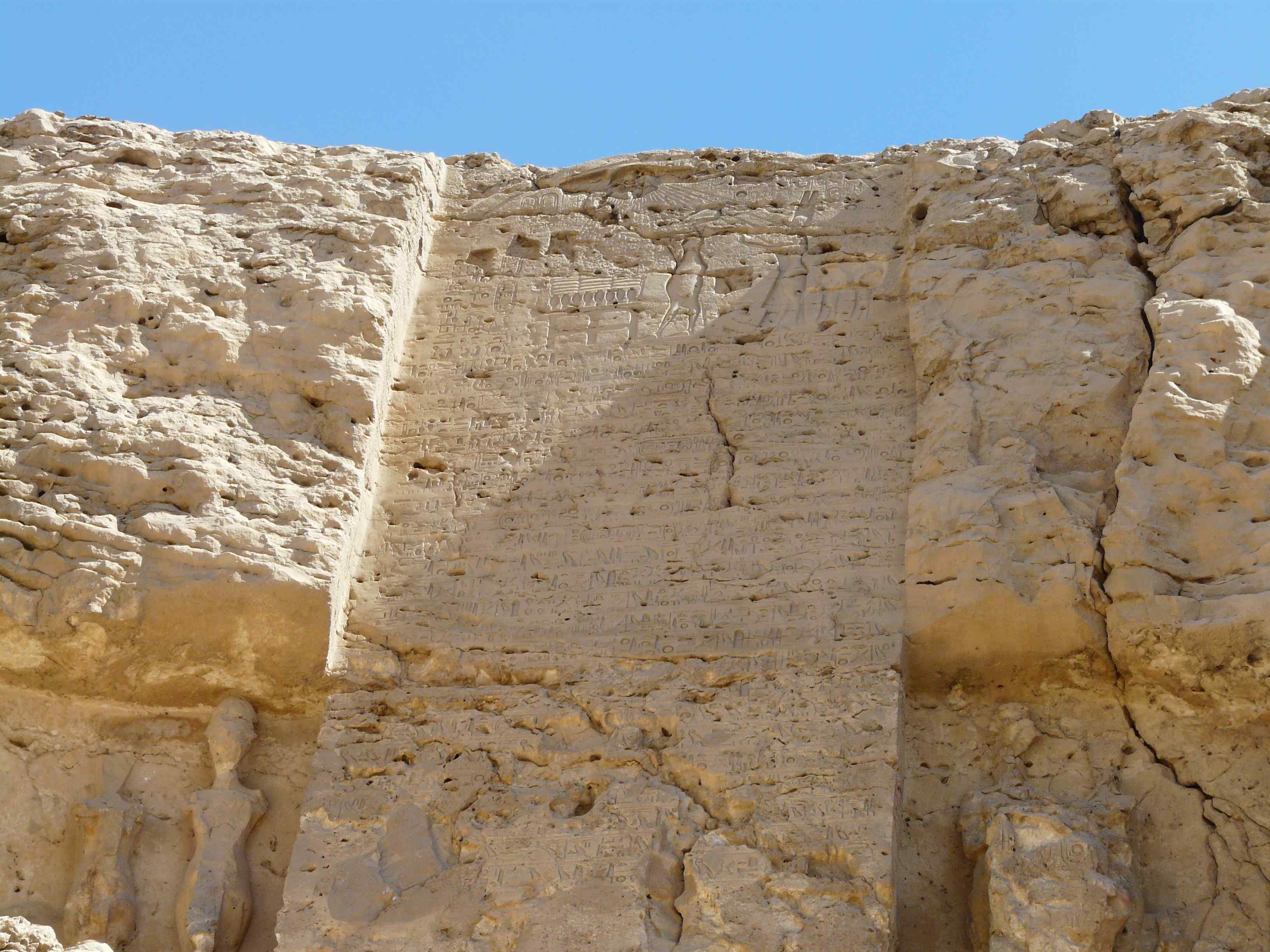
Grenzstele U, eine von 15 Stelen, die die Grenzen von Achet-Aton markierten und die Gründung der Stadt dokumentieren

An diesem Ort gründete König (Pharao) Echnaton (Amenophis IV.) die neue Hauptstadt Achet-Aton zu Ehren des Aton beziehungsweise für diesen Gott. Die Gründung war Teil von Echnatons religiöser Reform, die von einigen Forschern als frühe Form des Monotheismus interpretiert wird. Diese Reform stellte den Kult des Sonnengottes Aton in den Mittelpunkt und reduzierte die Bedeutung anderer traditioneller ägyptischer Götter.
Echnaton legte die Größe der Stadt durch insgesamt 15 Grenzstelen fest, die er in seinem fünften, sechsten und achten Regierungsjahr am Ost- und Westufer des Nils aufstellen ließ. Gemäß den Inschriften einer aus seinem 5. Regierungsjahr zu datierenden Grenzstele war dies der Platz „der Schöpfung, den er (der König) ihm (dem Gott) bereitet hat“. Neben den Stelen waren auch Statuen der Herrscherfamilie in den Fels gehauen. Die Stadt wurde in der bemerkenswert kurzen Zeit von etwa drei Jahren erbaut, was durch die Verwendung von kleinen, leicht zu transportierende Bausteinen, den sogenannten Talatat, ermöglicht wurde.
Achetaton unterschied sich in seiner Funktion von traditionellen Hauptstädten wie Memphis oder Theben. Es diente primär als königliche Residenz und religiöses Zentrum, während andere administrative Funktionen möglicherweise in anderen Städten verblieben. Die Stadt ist eher mit Tjehen-Aton („Glanz des Aton“), der neuen Stadtgründung von Amenophis III. in Westtheben, vergleichbar. Beide besaßen einen als Per-Hai („Haus des Jubels“) bezeichneten offiziellen Zentralbezirk mit Tempeln und Palästen, in denen königliche Gedenkfeste (Heb-Sed) abgehalten wurden, und weitere spezielle Bauten, wie die für Vergnügungszwecke angelegten Komplexe Maru-Amun und Maru-Aton.

## Stadtanlage

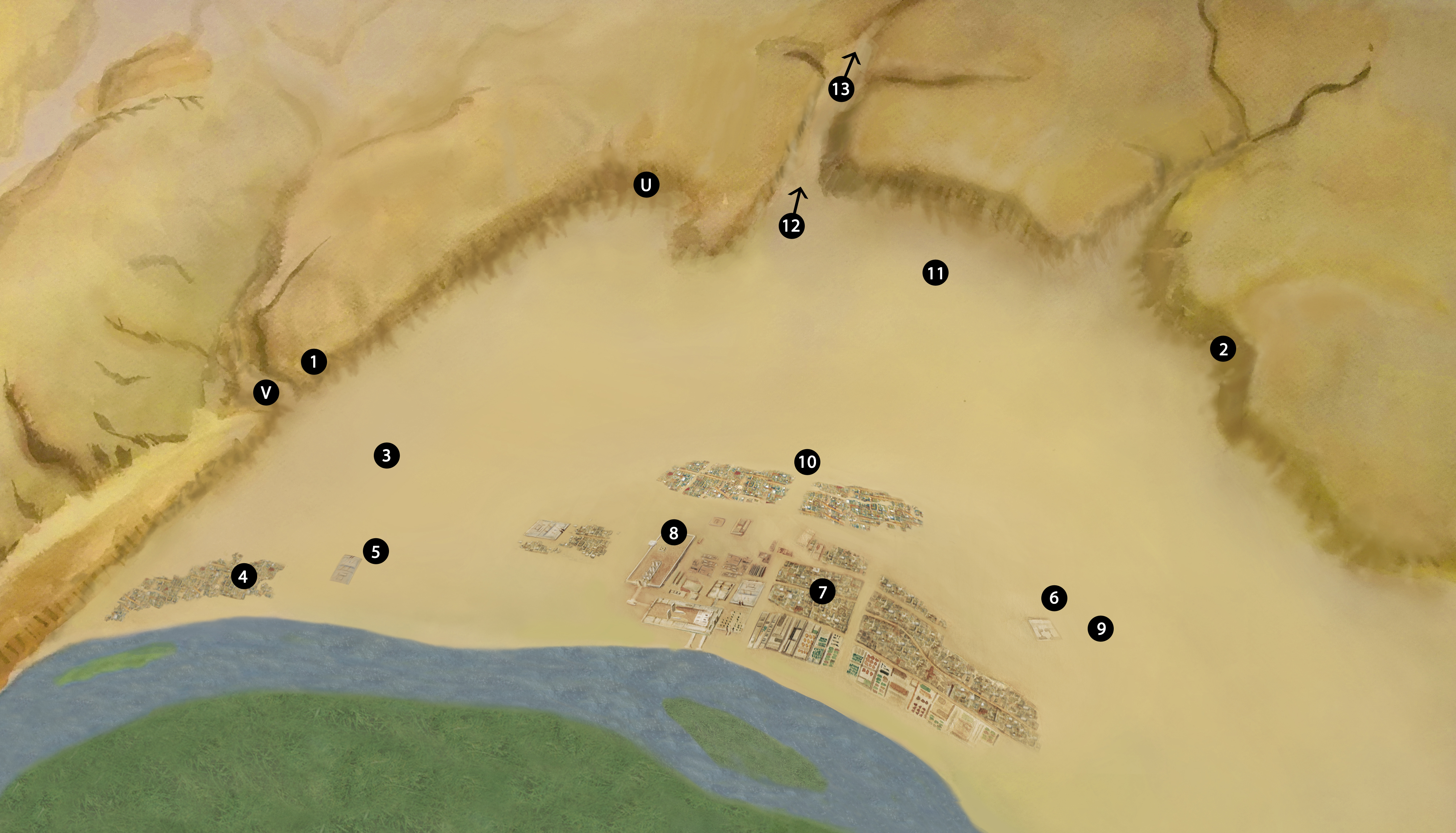
Karte von Achet-Aton mit wichtigen Stadtteilen und Strukturen:
1. Nordfriedhof
2. Südfriedhof
3. Wüstenheiligtümer
4. Nordstadt
5. Nordpalast
6. Maru-Aton
7. Südstadt
8. Großer Atontempel
9. Kom el-Nana
10. Arbeitersiedlung
11. Arbeiterfriedhof
12. Königliches Wadi
13. Grab von Echnaton
V Grenzstele „V“
U Grenzstele „U“

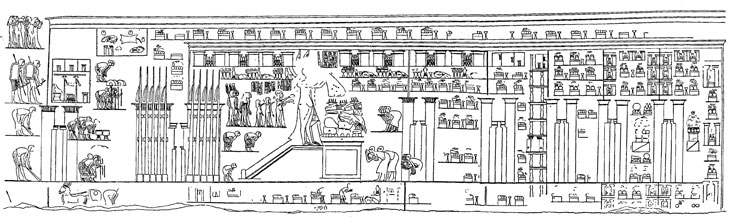
Darstellung des Aton-Tempels im Grab des Panehsi

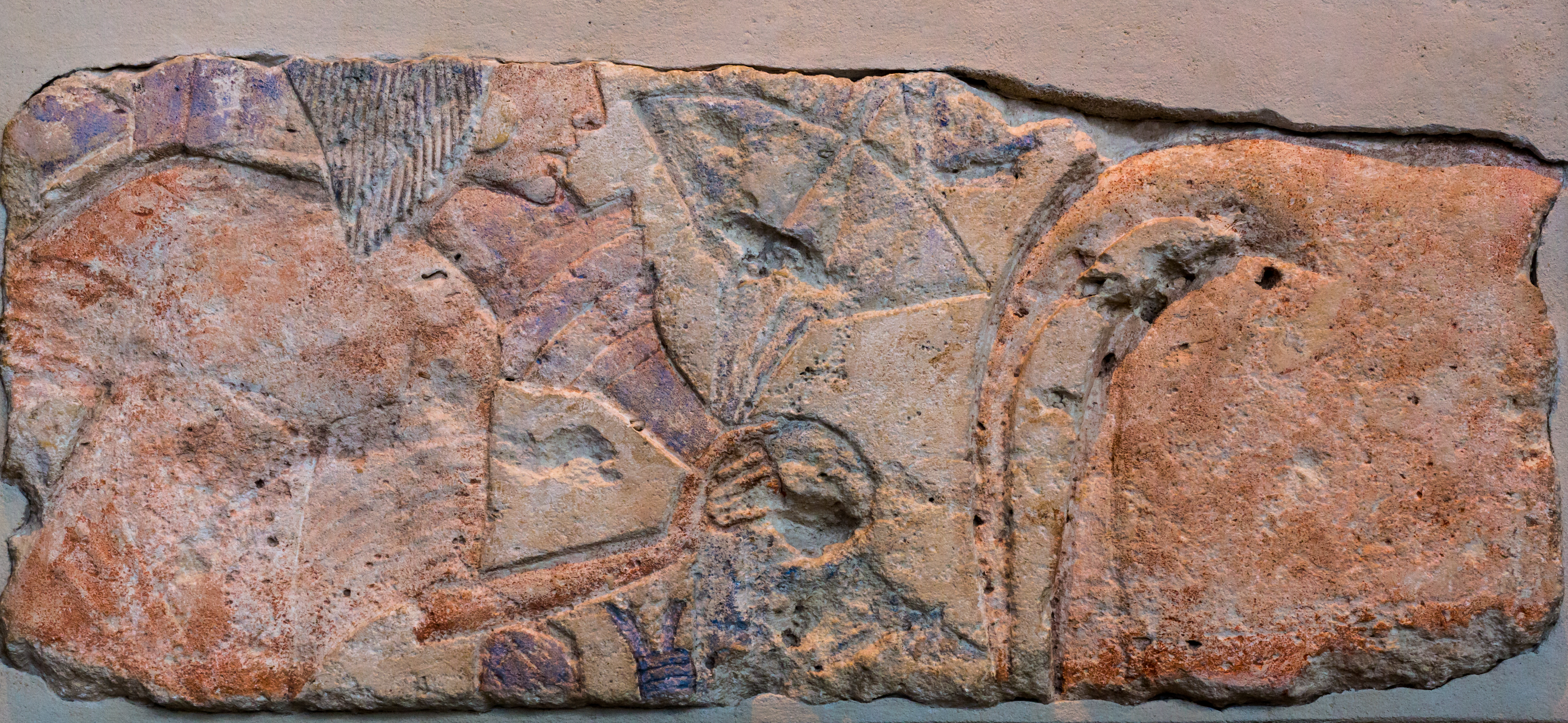
Talatat aus Amarna. München, Staatliches Museum Ägyptischer Kunst ÄS 4870

Im Zentrum der Stadt befanden sich die meisten öffentlichen Gebäude. Hier ist vor allem der Aton-Tempel zu nennen, dessen Mauern ein Gelände von 730 mal 229 Metern einnahmen. Ein kleinerer Aton-Tempel könnte sowohl für den Atonkult als auch für den Kult des Herrschers gedient haben. Die Palastanlagen bestanden aus verschiedenen Höfen und Sälen, von wo aus das ganze Land regiert wurde. In den Palastanlagen entdeckte man ein nahezu unversehrtes diplomatisches Archiv in Form von Keilschrift-Tontafeln, die sogenannten Amarna-Briefe. Die meisten Paläste waren einst reich mit Statuen, Malereien und in die Wände eingelegten Glas- und Keramikfayencen dekoriert.
Nördlich und südlich des Stadtzentrums befanden sich die eigentlichen Wohngebiete. Ganz im Süden stand eine als Maru-Aton bezeichnete Anlage unbekannter Funktion. Ganz im Norden wurden Überreste eines weiteren Stadtteils entdeckt, der von starken Mauern umgeben war. Obwohl dieser Bereich schlecht erhalten ist, vermuten einige Archäologen, dass sich hier der eigentliche Wohnpalast Echnatons befand. Diese Theorie ist jedoch nicht endgültig bestätigt. Eine Arbeitersiedlung, wohl zum Bau von Grabanlagen fand sich im Osten, circa zwei Kilometer in der Wüste, von der eigentlichen Stadt entfernt.

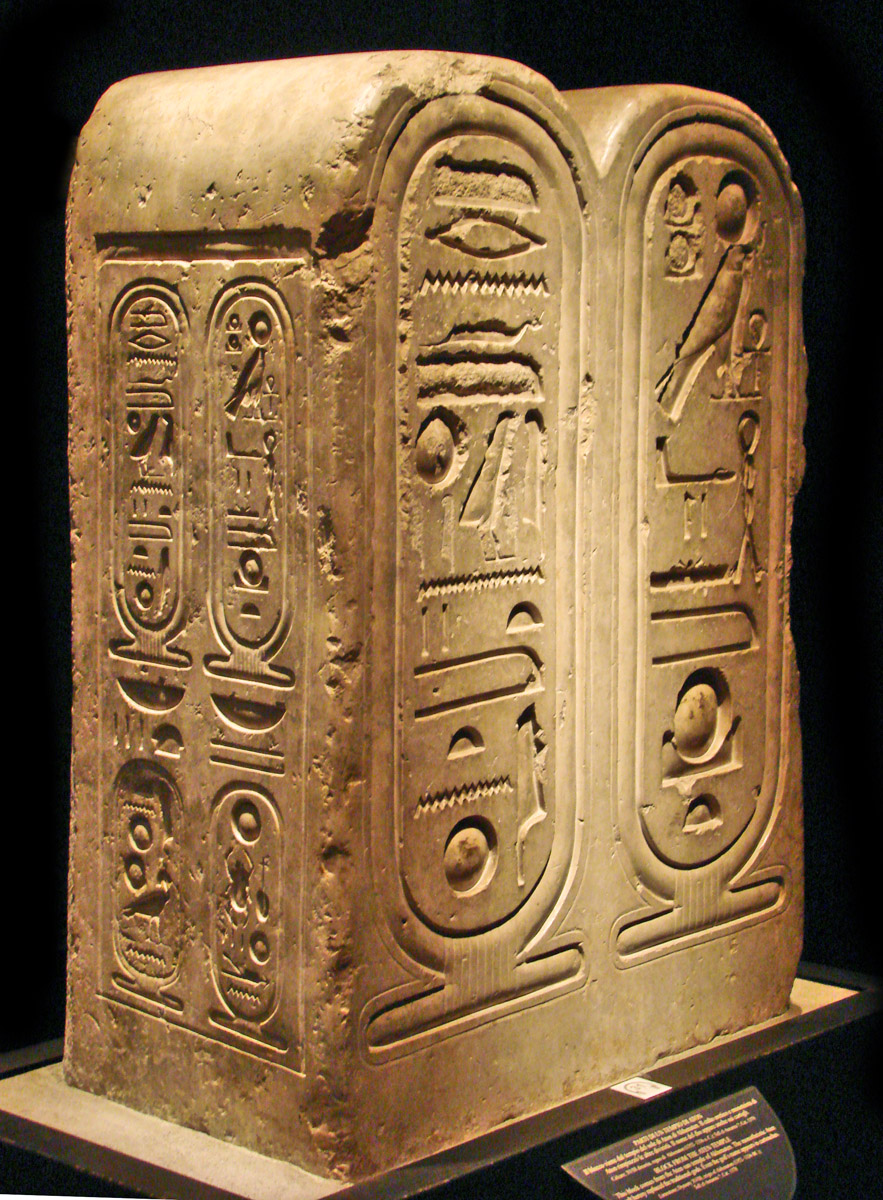
Stele des Großen Aton-Tempels
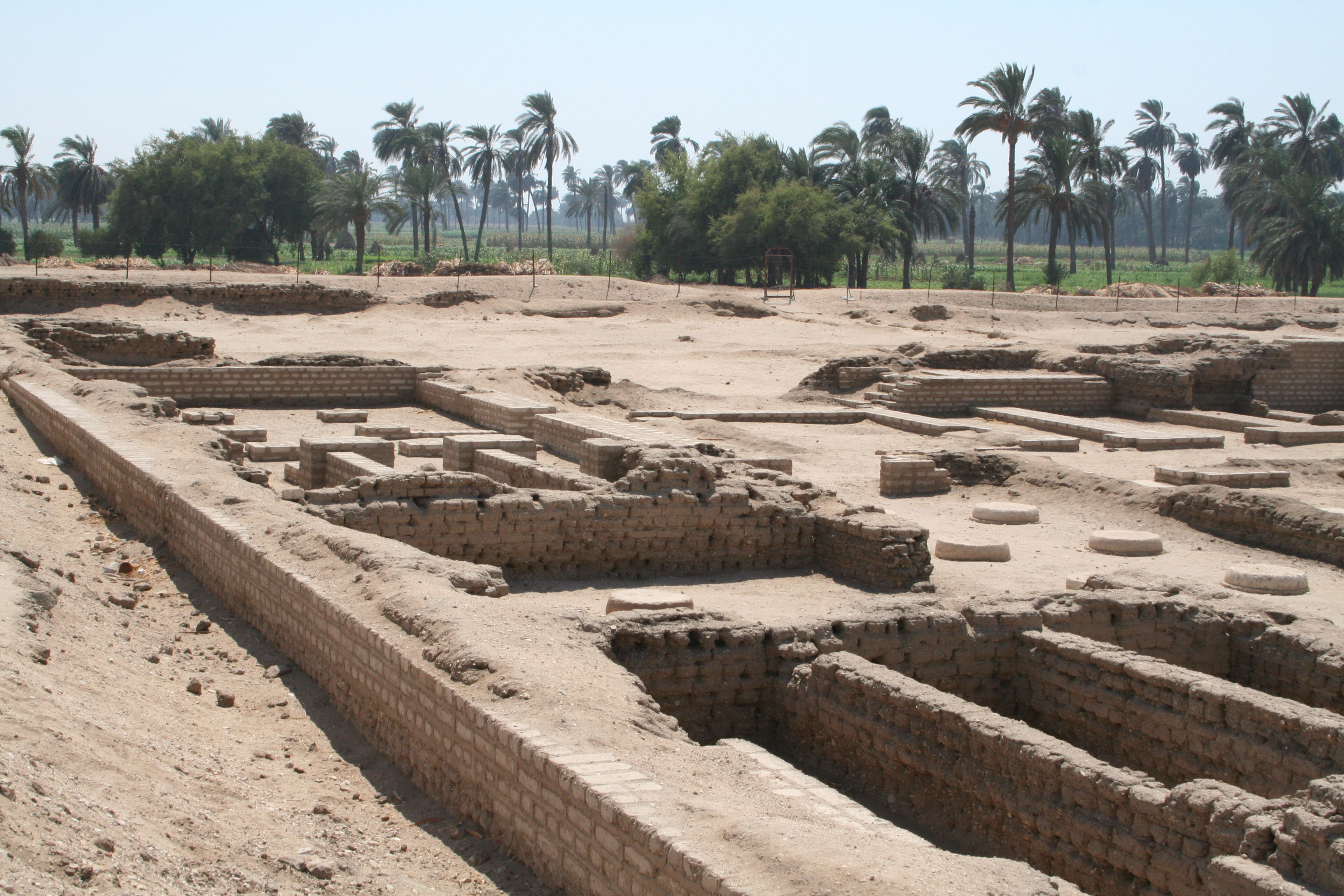
Räume des Nordpalastes
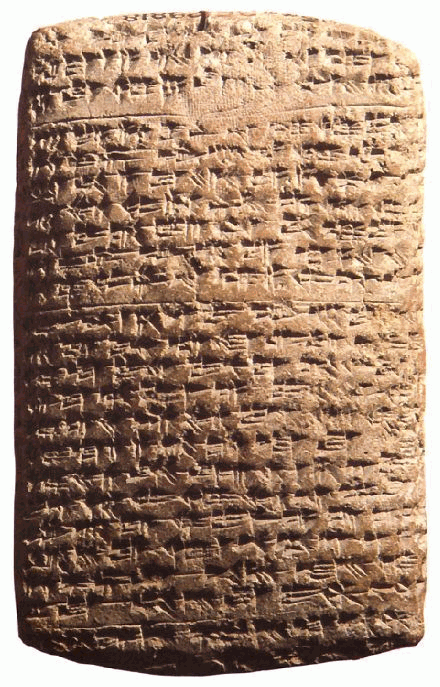
Einer der Amarna-Briefe: Tontafel mit Keilschrift

## Kunst

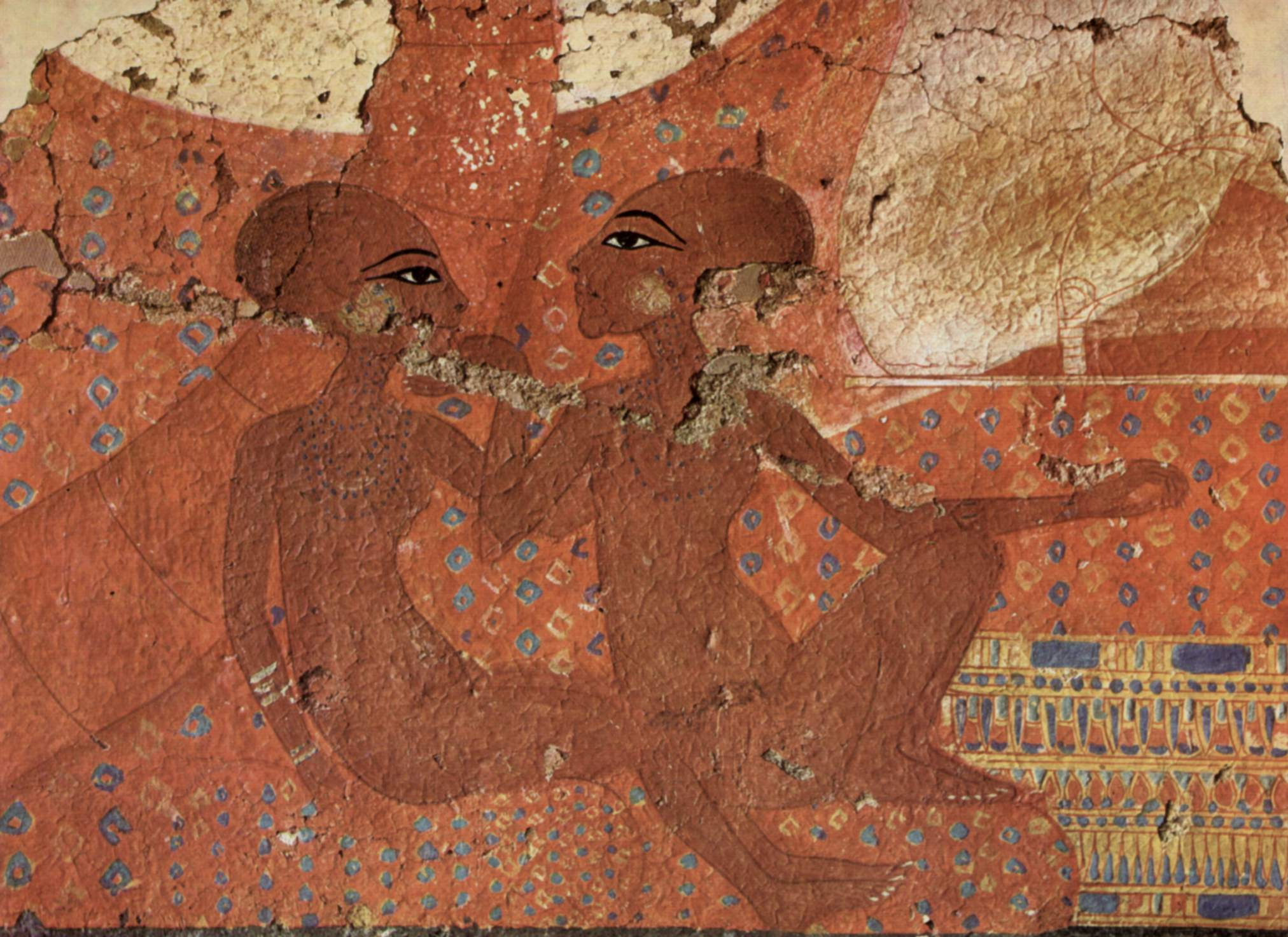
Wandmalerei aus einem Palast von Amarna (Ashmolean Museum, Oxford)

Die Kunst in Amarna stellte eine bedeutende Veränderung in der ägyptischen Kunstgeschichte dar. Im Gegensatz zur traditionellen, stark formalisierten ägyptischen Kunst zeichnete sich die Amarnakunst durch lebendige und realistische Darstellungen aus. Die Künstler schufen lebendig wirkende, manchmal sogar karikierende Szenen aus dem Alltag. Selbst das Königspaar Echnaton und Nofretete wurde in einem menschlicheren, weniger idealisierten Stil dargestellt.

## Nekropole
Die Nekropole von Amarna erstreckt sich in den östlichen Bergen und besteht aus drei Hauptbereichen: dem Nordfriedhof, dem Südfriedhof und dem königlichen Wadi. Der Nordfriedhof umfasst die Gräber 1 bis 6, während der Südfriedhof die Gräber 7 bis 25 beherbergt. Im königlichen Wadi befindet sich das Königsgrab sowie vier weitere Nebengräber (27 bis 30). Dank Inschriften konnten fast alle Gräber, mit Ausnahme der Nebengräber im königlichen Wadi, ihren Besitzern zugeordnet werden. Die nördlichen und südlichen Gräber gehörten alle Privatpersonen. Im Nordfriedhof fanden die Ratgeber des Königs ihre letzte Ruhestätte, während im Südfriedhof die Mitglieder der Exekutive aus Echnatons Regierungszeit bestattet wurden.
In diesen Grabmälern sind zum Teil eine Vielzahl von Dekorationen in Form von Malereien oder Reliefs erhalten geblieben. Sie ermöglichen den Forschern einen tiefen Einblick in die Lebensgewohnheiten der Einwohner der damaligen Stadt Achet-Aton, des Aton-Kultes, der königlichen Familie und Art der Regentschaft. Die Beamtengräber wurden im Dezember 1891 von Alessandro Barsanti entdeckt. So findet sich im Grab des Eje (Nr. 25) die einzige erhaltene Fassung des sogenannten Aton-Hymnus, auch als Sonnengesang oder Sonnenhymnus bezeichnet, der in 13 Kolumnen fast die vollständige Fläche der rechten Wand im Eingangskorridor ausfüllt.

## Niedergang und Nachwirkungen
Die Stadt bestand nur für kurze Zeit. Nach Echnatons Tod zog der Hof unter König Tutanchamun in die alte Hauptstadt Memphis, und Achet-Aton wurde danach nie wieder in großem Umfang besiedelt. Archäologische Funde deuten darauf hin, dass der Tempelbetrieb bis in die Zeit von Haremhab, möglicherweise noch bis Sethos I. aufrechterhalten wurde.
Nach dem Ende der Amarna-Zeit unternahmen spätere Pharaonen systematische Bemühungen, die materiellen Hinterlassenschaften Echnatons zu beseitigen. Dies geschah vermutlich in der Absicht, die Erinnerung an seine religiösen Reformen und seine Herrschaft aus dem kulturellen Gedächtnis zu tilgen. Viele Gebäude wurden zur Zeit von Ramses II. abgetragen, das Material für verschiedene landesweite Bauvorhaben wiederverwendet. So fanden sich Talatat-Blöcke aus Achet-Aton vor allem in Antinoupolis und in den Tempeln von Hermopolis, auf dem anderen Flussufer, wo sie als Füllmaterial dienten, aber auch im mehrere hunderte Kilometer entfernten Karnak.
Gräber der 22. und 23. Dynastie im südöstlich gelegenen Arbeiterdorf deuten auf eine schwache Wiederbesiedlungsphase in spätpharaonischer Zeit hin. Die Römer legten in der nördlichen Vorstadt Häuser und einen großen Friedhof an, in spätrömischer Zeit folgte eine Festung. Christliche Spuren finden sich unter anderem in Grab Nr. 6, das zu einer Kirche zweckentfremdet wurde.

## Archäologische Erforschung
Obwohl die französische Expedition unter Napoleon Bonaparte die Ruinen von Achetaton bereits besuchte, begann die wissenschaftliche Erforschung erst 1824, als John Gardner Wilkinson die Felsengräber an der Ostseite der Stadt entdeckte. Karl Richard Lepsius, der den Ort auf seiner Expedition nach Nubien für kurze Zeit besuchte, fertigte 1843 einige Zeichnungen und Gipsabgüsse an.
Nachdem eine Fellachin im Jahr 1887 Tontafeln mit Keilschriftbriefen entdeckt hatte, die sich als diplomatische Korrespondenz zwischen dem ägyptischen Königshof und vorderasiatischen Fürsten darstellten, begannen im Winter 1891/1892 erste systematische Ausgrabungen des Egypt Exploration Fund (EEF, 1919 in Egypt Exploration Society umbenannt) unter der Leitung von Flinders Petrie. Petrie fand weitere Tontafeln und das „Staatsarchiv“ nahe der Königsresidenz. Norman de Garis Davies kopierte von 1901 bis 1907 für den EEF die Inschriften der Felsengräber und Texte sämtlicher Grenzstelen.
Tell el-Amarna war auch einer der Forschungs- und Ausgrabungsschwerpunkte der Deutschen Orient-Gesellschaft (DOG) von 1911 bis 1914 unter Ludwig Borchardt. Er fand am 6. Dezember 1912 in der Werkstatt des Bildhauers Thutmosis unter anderem die berühmte Nofretete-Büste, die seit 2009 wieder im Neuen Museum Berlin zu sehen ist.
Von 1921 bis 1936 unternahm die Egypt Exploration Society (EES) umfangreiche Arbeiten im Stadtgebiet und untersuchte unter anderem das Königsgrab Echnatons.
Blöcke vieler Bauten wurden in den 1920er Jahren als wiederverwendetes Baumaterial in Karnak und 1939 von einer deutschen Expedition unter der Leitung von Günther Roeder in Hermopolis entdeckt.
Die EES nahm 1977 unter der Leitung von Barry Kemp (University of Cambridge, Vereinigtes Königreich) ihre Arbeit wieder auf. Seit 1980 widmet sie sich in Zusammenarbeit mit der ägyptischen Antikenbehörde verstärkt der Restaurierung und Rekonstruktion der Stadtanlage.

## Museum und Besucherzentrum
Nahe an der Ausgrabungsstätte, am Ufer des Nil in Al Minya, ließ das Ägyptische Kultusministerium ein Museum errichten. Es erhielt die Form eines Segels und beim Bau gab es deutsche Unterstützung.

## Dokumentationen
- Spektakuläre Bauwerke - Ägyptens versunkene Stadt. TV-Dokumentation in HD von Nick Gillam-Smith, USA 2019, deutsche Synchronfassung 2020.